# Medarot
Medarot (メダロット?, Medarotto), noto negli USA col titolo Medabots, è una serie televisiva anime di 52 episodi, tratta dall'omonimo videogioco realizzato da Imagineer e Natsume e realizzata dallo studio NAS. In Italia è stata trasmessa da Rai 2 nel 2001. Dalla serie TV è stato tratto un manga, realizzato da Horumarin ed edito da Kōdansha sul mensile CoroCoro Comic.
Nel 2000 è stata prodotta una seconda serie televisiva dal titolo Medarot Damashi (メダロット魂?, Medarotto Damashī), inedita in Italia.

## Trama
La storia si svolge nell'anno 2122, epoca in cui quasi ogni essere umano possiede un medarot, un sofisticato robot costituito da tre parti: uno scheletro (tinpet), un "cervello" (il medal, una medaglia contenente l'intelligenza artificiale del robot) e dei moduli che si montano sullo scheletro, come braccia o gambe. Le battaglie fra i robot (le robobattles) sono molto diffuse, tant'è che esiste una vera e propria lega sportiva a livello internazionale (la Lega del Medarot) che stabilisce le regole degli scontri e le modalità d'accesso ai campionati internazionali.
Il protagonista della serie è un ragazzino di nome Ikki Tenryo che, entrato in possesso di un medal, lo installa in un vecchio modello di medarot di tipo coleottero chiamato Metabee. Malgrado qualche screzio iniziale dovuto ai loro caratteri, tra Ikki e il suo medarot s'instaurerà una profonda amicizia e il ragazzino si troverà a scontrarsi non solo con altri medarot (affiancato dall'amica Erika), ma anche contro la RoboRobo Gang, un'organizzazione che vuole conquistare il mondo.
Sigle originali
- Sigla di apertura: Chie to Yuuki da! Medarotto (知恵と勇気だ! メダロット?  lett. Medarot, la saggezza e il coraggio!) di Takeuchi Junko
- Sigla di chiusura: Yappari Kimi ga Suki! (やっぱり君が好き!?  lett. Ti voglio bene davvero!) di Sendai Eri

Sigle italiane
- Sigla di apertura e di chiusura: Medarot (episodi 1-52). Testo di Andrea Casamento e Andrea Ravizza; eseguita da Andrea Casamento.

## Doppiaggio
Il doppiaggio è stato effettuato presso lo studio Sun's Edition Video sotto la direzione di Mara Bronzoni Bonaparte.
I dialoghi italiani sono di Patrizia Di Terlizzi
| Personaggio    | Doppiatore originale | Doppiatore italiano                |
| -------------- | -------------------- | ---------------------------------- |
| Ikki Tenryo    | Michiru Yamazaki     | Leonardo Graziano                  |
| Erika          | Eri Sendai           | Monica Vulcano                     |
| Meta-Bee       | Junko Takeuchi       | Daniele Raffaeli                   |
| Retort         | Agata Hikaru         | Maurizio Romano                    |
| Samantha       | Masami Suzuki        | Domitilla D'Amico                  |
| Spike          | Shigenori Yamazaki   | Simone Crisari                     |
| Sloan          | Yoshiko Iseki        | Paolo Vivio                        |
| Karin          | Maaya Sakamoto       | Gemma Donati                       |
| Koji           | Reona Yokomaku       | Stefano Onofri Alessio De Filippis |
| Seaslug        | Masami Iwasaki       | Mirko Mazzanti                     |
| Squioguts      |                      | Roberto Stocchi                    |
| Gill Girl      | Noriko Namiki        | Tatiana Dessi                      |
| Mister Referee | Hiroshi Shimizu      | Michele Kalamera                   |
| Rock Show      |                      | Paolo Buglioni                     |
| Sumilodonat    |                      | Davide Perino                      |
| Dott. Aki      | Ryousuke Ohtani      | Valerio Ruggeri                    |
| Narratore      | Hiroshi Shimizu      | Flavio De Flaviis                  |

## Episodi
| Nº                         | Titolo italiano Giapponese 「Kanji」 - Rōmaji                                                        | In onda           | In onda          |
| Nº                         | Titolo italiano Giapponese 「Kanji」 - Rōmaji                                                        | Giapponese        | Italiano         |
| Prima serie (52 episodi)   | |                   |                  |
| 1                          | Un vecchio Medarot all'attacco 「うごけ!ポンコツメダロット」 - Ugoke! Ponkotsu Medarotto             | 2 luglio 1999     | 25 febbraio 2002 |
| 2                          | La sconfitta degli Screw 「逆襲のスクリューズ」 - Gyakushū no Sukuryūzu                              | 9 luglio 1999     | 26 febbraio 2002 |
| 3                          | Un professore davvero straordinario 「男の夢は体力だ」 - Otoko no yume ha tairyoku da                | 16 luglio 1999    | 27 febbraio 2002 |
| 4                          | Il leggendario master dei Medarot 「伝説のメダロッター」 - Densetsu no Medarotto                     | 23 luglio 1999    | 28 febbraio 2002 |
| 5                          | Grazie grande oceano 「海よ今日もありがとう」 - Umi yo kyō moarigatō                                 | 30 luglio 1999    | 1º marzo 2002    |
| 6                          | L'arrivo dei robot alieni 「宇宙人だロボ!!」 - Uchūjin da Robo!!                                     | 6 agosto 1999     | 5 marzo 2002     |
| 7                          | Il medal scomparso 「暗闇に消えたメダル」 - Kurayami ni kie ta Medaru                                | 13 agosto 1999    | 6 marzo 2002     |
| 8                          | Il Medarot perduto 「迷子のメダロット」 - Maigo no Medarotto                                         | 20 agosto 1999    | 7 marzo 2002     |
| 9                          | Siandog in campo 「吠えろ!シアンドッグ」 - Hoe ro! Shiandoggu                                        | 27 agosto 1999    | 8 marzo 2002     |
| 10                         | Lo strepitoso torneo Robotol 「嵐のロボトルトーナメント」 - Arashi no Robotoru Tonamento             | 3 settembre 1999  | 11 marzo 2002    |
| 11                         | Metabee se ne va 「メタビー、グレる」 - Metabi, gure ru                                              | 10 settembre 1999 | 12 marzo 2002    |
| 12                         | Il mio nome è Rockshow 「その名はロクショウ」 - Sono mei ha Rokushō                                  | 17 settembre 1999 | 13 marzo 2002    |
| 13                         | Un amore per Samantha 「キクヒメの恋」 - Kikuhime no koi                                             | 24 settembre 1999 | 14 marzo 2002    |
| 14                         | I ninja sono qui 「忍びが通る」 - Shinobi ga tōru                                                    | 1º ottobre 1999   | 15 marzo 2002    |
| 15                         | State attenti a Kintaro 「キン・タロー注意報」 - Kintaro chūihō                                      | 8 ottobre 1999    | 18 marzo 2002    |
| 16                         | Il linguaggio dei fiori 「花ことばはロボトル」 - Hana kotobaha Robotoru                              | 15 ottobre 1999   | 19 marzo 2002    |
| 17                         | Retort in pericolo 「レトルト危機一髪!」 - Retoruto kikiippatsu!                                     | 22 ottobre 1999   | 21 marzo 2002    |
| 18                         | I combattimenti sono proibiti 「ロボトル禁止令!」 - Robotoru kinshirei!                              | 29 ottobre 1999   | 22 marzo 2002    |
| 19                         | Pingen si dirige a sud 「ピンゲン南へ…」 - Pingen minami he...                                       | 5 novembre 1999   | 25 marzo 2002    |
| 20                         | Alla ricerca dei rari medal 「レアメダルを奪え!」 - Reamedaru wo ubae!                               | 12 novembre 1999  | 26 marzo 2002    |
| 21                         | La Medarot Corporation 「潜入!メダロット社」 - Sennyū! Medarotto sha                                 | 19 novembre 1999  | 27 marzo 2002    |
| 22                         | Metabee prende il volo 「翔べ!メタビー」 - Niru! Kisomoshi                                           | 26 novembre 1999  | non trasmesso    |
| 23                         | Memorie di vento e di fuoco 「風と火の記憶」 - Kaze to hi no kioku                                   | 3 dicembre 1999   | 28 marzo 2002    |
| 24                         | Robattle party 「ロボトル舞踏会」 - Robotoru butōkai                                                 | 10 dicembre 1999  | 29 marzo 2002    |
| 25                         | Metabee contro Rockshow 「激突!メタビー対ロクショウ」 - Gekitotsu! Metabi tsui rokushō               | 17 dicembre 1999  | 1º aprile 2002   |
| 26                         | Medaforza in azione 「メダフォース発動」 - Medafosu hatsudō                                          | 24 dicembre 1999  | 2 aprile 2002    |
| 27                         | Fresco di stampa! La classifica nazionale 「発表!ロボトルランキング」 - Happyō! Robotoru Rankingu    | 7 gennaio 2000    | 3 aprile 2002    |
| 28                         | Il piano dello gnocco di polpo 「たこ焼き大作戦!」 - Tako yaki daisakusen!                           | 14 gennaio 2000   | 4 aprile 2002    |
| 29                         | È arrivato l'uomo della neve 「雪だるまが来た」 - Yuki darumaga kita                                 | 21 gennaio 2000   | 5 aprile 2002    |
| 30                         | Cane randagio 「捨て犬のブルース」 - Sute inu no Burusu                                              | 28 gennaio 2000   | 8 aprile 2002    |
| 31                         | Ecco Rintaro 「りんたろう参上!」 - Rintarō sanjō!                                                    | 4 febbraio 2000   | 9 aprile 2002    |
| 32                         | Un messaggio dallo spazio 「宇宙からの使者?」 - Uchū karano shisha?                                  | 11 febbraio 2000  | 10 aprile 2002   |
| 33                         | Un ponte per i combattimenti robotol 「ロボトルに架ける橋」 - Robotoru ni kake ru hashi              | 18 febbraio 2000  | 11 aprile 2002   |
| 34                         | Il segreto della spada fantasma 「奥義!シャドウソード」 - Oku gi! Shadō Sōdo                         | 25 febbraio 2000  | 12 aprile 2002   |
| 35                         | Mamma è stata rapita! 「囚われたチドリ!」 - Torawa reta chidori!                                     | 3 marzo 2000      | 15 aprile 2002   |
| 36                         | Arrivederci Master Spaziale X 「さらば宇宙メダロッターX」 - Saraba uchū Medarotta X                  | 10 marzo 2000     | 16 aprile 2002   |
| 37                         | La battaglia finale alle rovine di Miyama 「決戦!ミヤマ遺跡」 - Kessen! Miyama iseki                 | 17 marzo 2000     | 17 aprile 2002   |
| 38                         | In soccorso di Metabee 「メタビーをとり戻せ!」 - Metabi wotori modose!                               | 24 marzo 2000     | 18 aprile 2002   |
| 39                         | La feroce robattle finale 「灼熱の最終[ファイナル]ロボトル」 - Shakunetsu no saishū Fainaru Robotoru | 31 marzo 2000     | 19 aprile 2002   |
| 40                         | Iniziano i campionati del mondo 「開幕!世界大会」 - Kaimaku! Sekai taikai                            | 7 aprile 2000     | 22 aprile 2002   |
| 41                         | Il primo combattimento 「一回戦から大波乱!」 - Ikkaisen kara daiharan!                               | 14 aprile 2000    | 23 aprile 2002   |
| 42                         | I tre fratelli Lupin 「ルパン三兄弟七変化」 - Rupan sankyōdai shichihenge                            | 21 aprile 2000    | 24 aprile 2002   |
| 43                         | Il master danzante 「踊る!大おやびん」 - Odoru! Ooo yabin                                            | 28 aprile 2000    | 25 aprile 2002   |
| 44                         | Attenti agli idoli! 「アイドルにご用心!」 - Aidoru nigo yōjin!                                       | 5 maggio 2000     | 26 aprile 2002   |
| 45                         | La potente regina d'Egitto 「強敵!エジプトの女王」 - Kyōteki! Ejiputo no joō                         | 12 maggio 2000    | 29 aprile 2002   |
| 46                         | Lo spettacolare Joe 「華麗なるジョー」 - Karei naru Jō                                               | 19 maggio 2000    | 30 aprile 2002   |
| 47                         | Il ragazzo che veniva dal nord 「北から来た少年」 - Kita kara kita shōnen                            | 26 maggio 2000    | 1º maggio 2002   |
| 48                         | Il leone solitario 「孤独なライオン」 - Kodoku na Raion                                              | 2 giugno 2000     | 3 maggio 2002    |
| 49                         | La finale della coppa del mondo 「世界大会決勝」 - Sekaitaikai kesshō                                | 9 giugno 2000     | 6 maggio 2002    |
| 50                         | Un incubo che ritorna 「よみがえる悪夢」 - Yomigaeru akumu                                           | 16 giugno 2000    | 7 maggio 2002    |
| 51                         | In un sogno 「夢の途中」 - Yume no tochū                                                             | 23 giugno 2000    | 8 maggio 2002    |
| 52                         | La più grande robattle del mondo 「最終回 史上最大のロボトル」 - Saishūkai shijōsaidai no Robotoru   | 30 giugno 2000    | 9 maggio 2002    |
| Seconda serie (39 episodi) | |                   |                  |
| 1                          | 「爆走！新型メタビー」 - Bakusō! Shingata Metabī                                                     | 7 luglio 2000     | -                |
| 2                          | 「禁じられた戦い」 - Kinji rareta tatakai                                                            | 14 luglio 2000    | -                |
| 3                          | 「謎のドークス使い」 - Nazo no dōkusu tsukai                                                         | 21 luglio 2000    | -                |
| 4                          | 「届け物大騒動」 - Todoke mono oosōdō                                                                | 28 luglio 2000    | -                |
| 5                          | 「激突！スクープ合戦」 - Gekitotsu! Sukūpu kassen                                                    | 4 agosto 2000     | -                |
| 6                          | 「怪談・夜の理科室」 - Kaidan yoru no Rika shitsu                                                    | 11 agosto 2000    | -                |
| 7                          | 「プールでロボトル」 - Puru de Robotoru                                                              | 18 agosto 2000    | -                |
| 8                          | 「戦士の絆 前編」 - Senshi no kizuna zenpen                                                          | 25 agosto 2000    | -                |
| 9                          | 「戦士の絆 後編」 - Senshi no kizuna kōhen                                                           | 1º settembre 2000 | -                |
| 10                         | 「爆走！赤い悪魔」 - Bakusō! Akai akuma                                                              | 8 settembre 2000  | -                |
| 11                         | 「アリカの花園」 - Arika no hanazono                                                                 | 15 settembre 2000 | -                |
| 12                         | 「盗まれたメタビー」 - Nusuma reta Metabī                                                            | 22 settembre 2000 | -                |
| 13                         | 「ハニー救出大作戦」 - Hani kyūshutsu daisakusen                                                     | 29 settembre 2000 | -                |
| 14                         | 「メダロット墓場」 - Medarotto hakaba                                                                | 6 ottobre 2000    | -                |
| 15                         | 「立て！ギンカイ」 - Tate! Ginkai                                                                    | 13 ottobre 2000   | -                |
| 16                         | 「コクリュウの逆襲」 - Kokuryū no gyakushū                                                           | 20 ottobre 2000   | -                |
| 17                         | 「大空の戦い！」 - Ōzora no tatakai!                                                                 | 27 ottobre 2000   | -                |
| 18                         | 「カンニング大作戦」 - Kan'ningu dai sakusen                                                         | 3 novembre 2000   | -                |
| 19                         | 「守れ！男のプライド」 - Mamore! Otoko no Puraido                                                    | 10 novembre 2000  | -                |
| 20                         | 「仕掛けられた罠」 - Shikake rareta wana                                                             | 17 novembre 2000  | -                |
| 21                         | 「トリックをあばけ！」 - Torikku woabake!                                                            | 24 novembre 2000  | -                |
| 22                         | 「ユウヅルの正体」 - Yūduru no shōtai                                                                | 1º dicembre 2000  | -                |
| 23                         | 「ナエのお見合い」 - Nae noo miai                                                                    | 8 dicembre 2000   | -                |
| 24                         | 「ドークスの奇跡」 - Dokusu no kiseki                                                                | 15 dicembre 2000  | -                |
| 25                         | 「ワカバの誘惑」 - Wakaba no yūwaku                                                                  | 22 dicembre 2000  | -                |
| 26                         | 「燃えろ！熱き魂」 - Moe ro! Atsuki tamashii                                                         | 29 dicembre 2000  | -                |
| 27                         | 「男イワノイ大勝負」 - Otoko iwanoi taishō fu                                                        | 5 gennaio 2001    | -                |
| 28                         | 「激走！一直線レース」 - Gekisō! Itchokusen Rēsu                                                     | 12 gennaio 2001   | -                |
| 29                         | 「メタビーの大特訓」 - Metabi no dai tokkun                                                          | 19 gennaio 2001   | -                |
| 30                         | 「アリカ一発逆転！」 - Arika ippatsugyakuten!                                                        | 26 gennaio 2001   | -                |
| 31                         | 「炎のアークダッシュ」 - Honō no āku Dasshu                                                          | 2 febbraio 2001   | -                |
| 32                         | 「失われた友情」 - Ushinawa reta yūjō                                                                | 9 febbraio 2001   | -                |
| 33                         | 「ナエさん My Love」 - Nae-san My Love                                                               | 16 febbraio 2001  | -                |
| 34                         | 「父への想い」 - Chichi e no omoi                                                                    | 23 febbraio 2001  | -                |
| 35                         | 「メダロットは友達」 - Medarotto ha tomodachi                                                        | 2 marzo 2001      | -                |
| 36                         | 「たった一人の逃亡者」 - Tatta hitori no tōbōsha                                                     | 9 marzo 2001      | -                |
| 37                         | 「禁断のデスメタル」 - Kindan no Desu Metaru                                                         | 16 marzo 2001     | -                |
| 38                         | 「コクリュウの過去」 - Kokuryū no kako                                                               | 23 marzo 2001     | -                |
| 39                         | 「輝け！希望の魂」 - Kagayake! Kibō no tamashii                                                      | 30 marzo 2001     | -                |

## Volumi
| Medarot (3 volumi)   |                  |                    |
| 1                    | 4 marzo 1999     | ISBN 4-06-319907-X |
| 2                    | 2 ottobre 1998   | ISBN 4-06-333979-3 |
| 3                    | 3 febbraio 1999  | ISBN 4-06-334032-5 |
| Medarot 2 (4 volumi) |                  |                    |
| 1                    | 3 luglio 1999    | ISBN 4-06-334210-7 |
| 2                    | 3 dicembre 1999  | ISBN 4-06-334260-3 |
| 3                    | 2 maggio 2000    | ISBN 4-06-334301-4 |
| 4                    | 3 giugno 2000    | ISBN 4-06-334306-5 |
| Medarot 3 (2 volumi) |                  |                    |
| 1                    | 4 dicembre 2000  | ISBN 4-06-334369-3 |
| 2                    | 4 aprile 2001    | ISBN 4-06-334398-7 |
| Medarot 4 (2 volumi) |                  |                    |
| 1                    | 4 settembre 2001 | ISBN 4-06-334442-8 |
| 2                    | 6 dicembre 2001  | ISBN 4-06-334478-9 |
| Medarot 5 (2 volumi) |                  |                    |
| 1                    | 3 luglio 2002    | ISBN 4-06-334516-5 |
| 2                    | 2 agosto 2002    | ISBN 4-06-334584-X |
| Medarot G (2 volumi) |                  |                    |
| 1                    | febbraio 2003    | ISBN 4-06-323969-1 |
| 2                    | 5 settembre 2003 | ISBN 4-06-323983-7 |

## Gioco da tavolo
Da questa serie TV Anime, nacque un gioco da tavolo chiamato "Medabots Takara". Il gioco consisteva nell'utilizzare come pedine i personaggi del cartone animato abbinati ad appositi dadi in grado di calcolare i danni che causavi al robot avversario (pedina).                      Le pedine erano ben fatte e con pezzi intercambiabili (si potevano unire vari pezzi di robot per creare varianti diverse fra loro).

## Videogiochi
Negli anni sono stati prodotti numerosi videogame basati su questo manga e anime. Alcuni incentrati più o meno sulla storia, mentre altri veri e propri spin-off, hanno spopolato per lo più in Giappone. Sono stati prodotti videogiochi su Game Boy Color, Game Boy Advance, Nintendo DS, Nintendo 3DS e Nintendo Switch.